# 畠山常操
畠山 常操（はたけやま つねもち、明和7年（1770年） - 天保12年12月4日（1842年1月15日））は、江戸時代後期の武士、国学者。政次郎。通称、郷八。号は梅園、梅軒。
江戸に生まれる。岸本由豆流、内藤正範、横瀬貞臣より歌学の故実を学ぶ。一橋家の目付を務めた。家集に「佐喜草」がある。墓所は長善寺。